# MediaWiki
MediaWiki (рус. Медиавики) — вики-движок, написанный специально для Википедии, используется во многих других проектах фонда Викимедиа, а также частных и государственных организациях. Является свободным ПО и распространяется на условиях универсальной общественной лицензии GNU.
MediaWiki написан на скриптовом языке общего назначения PHP и для хранения данных использует реляционную базу данных (MySQL, PostgreSQL, SQLite или Oracle DB); поддерживает использование программ memcached и Squid. MediaWiki предоставляет интерфейс работы с базой страниц, разграничение прав доступа к администрированию системы, возможность обработки текста как в собственном формате вики-текст, так и в форматах HTML и ΤΕΧ (для формул), возможность загрузки изображений и других файлов, а также другие возможности. Система расширений позволяет пользователям добавлять собственные новые возможности и программные интерфейсы. Старый логотип MediaWiki (до 1 апреля 2021) символизировал применяемый язык разметки, в котором для создания ссылок используются квадратные скобки [[ ]].

## История
MediaWiki был разработан специально для Википедии немецким студентом Магнусом Манске. Сначала использовался UseModWiki (также известный как «Фаза I» — «Phase I»), написанный на Perl. Затем 25 января 2002 года (также называемый «День Магнуса Манске») новая версия («Фаза II» — «Phase II») перешла на использование PHP.
До октября 2009 года проект возглавлял Брион Виббер, после его ухода из Фонда «Викимедиа» этот пост занял Тим Старлинг. В качестве системы управления версиями разработчики используют git. Для исправления ошибок и разработки новой функциональности используется система отслеживания ошибок Bugzilla, находящаяся по адресу bugzilla.wikimedia.org. Существует отдельный вики-проект www.mediawiki.org, полностью посвящённый движку (содержит документацию на нескольких языках). Перевод локализации движка осуществляется на специальном сайте Translatewiki.net.
Следующая, расширенная и дополненная версия одно время носила имя «Фаза III» («Phase III»), однако затем была переименована в MediaWiki, поскольку данное ПО стало возможным применять не только в Википедии, но и других проектах. Название «MediaWiki» — игра слов, оно перекликается с названием «Викимедиа» — родительской организации Википедии.

Логотип MediaWiki до 1 апреля 2021 года

Старый логотип продукта был создан Эриком Мёллером на основе фотографии цветка, которую сделала Флоранс Нибарт-Девуард. Первоначально он был представлен на конкурс для нового логотипа Википедии, который проходил с 20 июля по 27 августа 2003 г.
Логотип занял третье место и был выбран для представления MediaWiki, а не Википедии. Двойные квадратные скобки символизируют синтаксис, который MediaWiki использует для создания гиперссылок на других вики-страниц, а подсолнух представляет разнообразие контента Википедии, постоянный рост, а также свежесть.
Позже Брион Виббер, главный технический директор Фонда Викимедиа, взял на себя роль руководителя выпуска и самого активного разработчика.
Основные вехи в развитии MediaWiki включают: систему категоризации (2004); функции парсера (2006); Flagged Revisions (2008); «ResourceLoader», систему доставки CSS и JavaScript (2011); и VisualEditor, платформу редактирования «что видишь, то и получаешь» (WYSIWYG) (2013).
Конкурс на разработку нового логотипа был инициирован 22 июня 2020 года, так как старый логотип представлял собой растровое изображение и имел «высокую детализацию», что приводило к проблемам при рендеринге в высоком и низком разрешениях соответственно. После двух туров голосования, 24 октября 2020 года был выбран новый и текущий логотип MediaWiki, который создал участник русской Википедии Serhio Magpie. Логотип официально принят 1 апреля 2021 года.

## Использование
MediaWiki в сочетании с большим количеством расширений используется во многих проектах Фонда Викимедиа и вики-хостинга Фэндом. Кроме того, существуют доработанные сборки, построенные на этом движке и предназначенные для корпоративного использования: Enterprise Semantic MediaWiki+, BlueSpice, российские проекты Wiki4Intra, WikiVote. MediaWiki также являлась основой для вики-движка MindTouch.

## Интерфейс прикладного программирования (API)
В MediaWiki предусмотрен специальный интерфейс прикладного программирования, обеспечивающий прямой высокоуровневый доступ к информации из баз данных. Клиентские программы могут использовать API для авторизации, получения данных и отправки изменений. Именно через этот интерфейс работают скрипты на веб-странице при обычной работе с Википедией. Доступ к API может быть получен любым образом, в том числе и через front-end и back-end программы.
В качестве примера таких программ можно назвать библиотеку Pywikipedia для создания wiki-бота на языке Python и программу для внесения полуавтоматических изменений в Википедию AutoWikiBrowser.
Главным удобством API является то, что не имеет никакого значения язык программирования, на котором будет написано клиентское приложение, поскольку все запросы обрабатываются по протоколу HTTP, а ответ получается в удобном для разработчика формате: XML, сериализованном PHP или JSON. Так, к примеру, сделав запрос по адресу http://ru.wikipedia.org/w/api.php?action=query&list=recentchanges, клиентский интерфейс получит список последних 10 правок с дополнительной информацией в формате JSON (отформатированном в HTML).